# Есиль (Карагандинская область)
Есиль (каз. Есіл, до 2004 года — Литвинское) — село в Осакаровском районе Карагандинской области Казахстана. Административный центр одноимённого сельского округа. Находится примерно в 15 км к северо-востоку от посёлка Осакаровки, административного центра района, на высоте 457 метров над уровнем моря. Код КАТО — 355647100.

## География
Село расположено на левом берегу реки Ишим.

## История
Основано в 1931 г.

## Население
В 1999 году численность населения села составляла 1683 человека (899 мужчин и 1014 женщин). По данным переписи 2021 года, в селе проживало 1372 человека (663 мужчины и 709 женщина).